# Veronica Schaller
Pour les articles homonymes, voir Schaller.
Veronica Schaller, née en 1955, est une personnalité politique suisse, membre du Parti socialiste.
Elle est la première femme élue au Conseil d'État du canton de Bâle-Ville, où elle siège de 1992 à 2001, d'abord à la tête du département de la santé puis brièvement de celui de l'éducation.

## Biographie

### Origines et famille
Veronica Schaller naît en 1955. Son père, Alfred Schaller (de), membre du Parti radical-démocratique, est conseiller d'État et conseiller national. Elle a trois frères aînés. 
Elle est en couple.

### Enfance et formation
Elle grandit à Bâle. Enfant placée, elle se brouille avec sa famille à l'âge de 16 ans et vit alors un temps à l'orphelinat. Elle interrompt ses études gymnasiales, déménage quelques mois  chez un ami de la famille à Thoune et s'y inscrit à l'école normale. Après avoir interrompu cette formation, elle revient à Bâle, reprend le gymnase et obtient sa maturité. 
Elle fait ensuite des études de lettres (allemand, histoire, philosophie et géographie) de 1975 à 1983 à l'Université de Bâle, conclues par une licence,.

### Parcours professionnel
Elle est secrétaire du Syndicat des services publics de 1984 à 1992.
Après son retrait de la politique et son déménagement à Berne et différents mandats, vice-directrice de l'Office fédéral des réfugiés en 2003-2004. Elle est engagée comme responsable du centre de formation de l'Hôpital de l'Île en 2005,. 
Trois ans plus tard, en 2008, elle est nommée directrice des affaires culturelles de la ville de Berne,. Elle y mène notamment la fusion du Théâtre municipal de Berne et de l'Orchestre symphonique de Berne, mais échoue à fusionner le Schlachthaus Theater avec la Dampfzentrale. Elle prend sa retraite en 2019.
Elle est élue peu avant son départ à la retraite au conseil d'administration du Théâtre de Bâle.

## Parcours politique
Elle est d'abord membre des Organisations progressistes de Suisse de 1975 à 1977, puis de l'Organisation pour la cause des femmes à partir de 1977. Elle est la secrétaire de la section bâloise de cette dernière organisation en 1981-1982 et membre pendant de nombreuses années de son comité national. Elle adhère au Parti socialiste en 1984.
Elle siège au Grand Conseil du canton de Bâle-Ville de 1988 à 1992.
Elle est la première femme élue au Conseil d'État du canton de Bâle-Ville, en 1992, à l'âge de 37 ans. Elle y dirige le département de la santé pendant huit ans, puis pendant quelques mois celui de l'éducation. Facilement réélue en 1996, elle n'est pas réélue pour un troisième mandat en 2000.